# Afrixalus paradorsalis
Afrixalus paradorsalis е вид земноводно от семейство Hyperoliidae. Видът е незастрашен от изчезване.

## Разпространение
Разпространен е в Габон, Екваториална Гвинея, Камерун и Нигерия.